# Verband Berliner Ballspielvereine
Der Verband Berliner Ballspielvereine (kurz VBB) ist ein ehemaliger Fußballverband aus Berlin. Er wurde am 11. September 1897 als Verband Deutscher Ballspielvereine (VDB) gegründet und existierte (ab dem 10. Mai 1902 unter dem neuen Namen) zunächst bis ins Jahr 1911. Der Verband wurde 1949 unter gleichem Namen wieder neu gegründet und nannte sich beim Verbandstag am 26. Oktober 1985 in Berliner Fußball-Verband um.

## Geschichte 1897 bis 1911

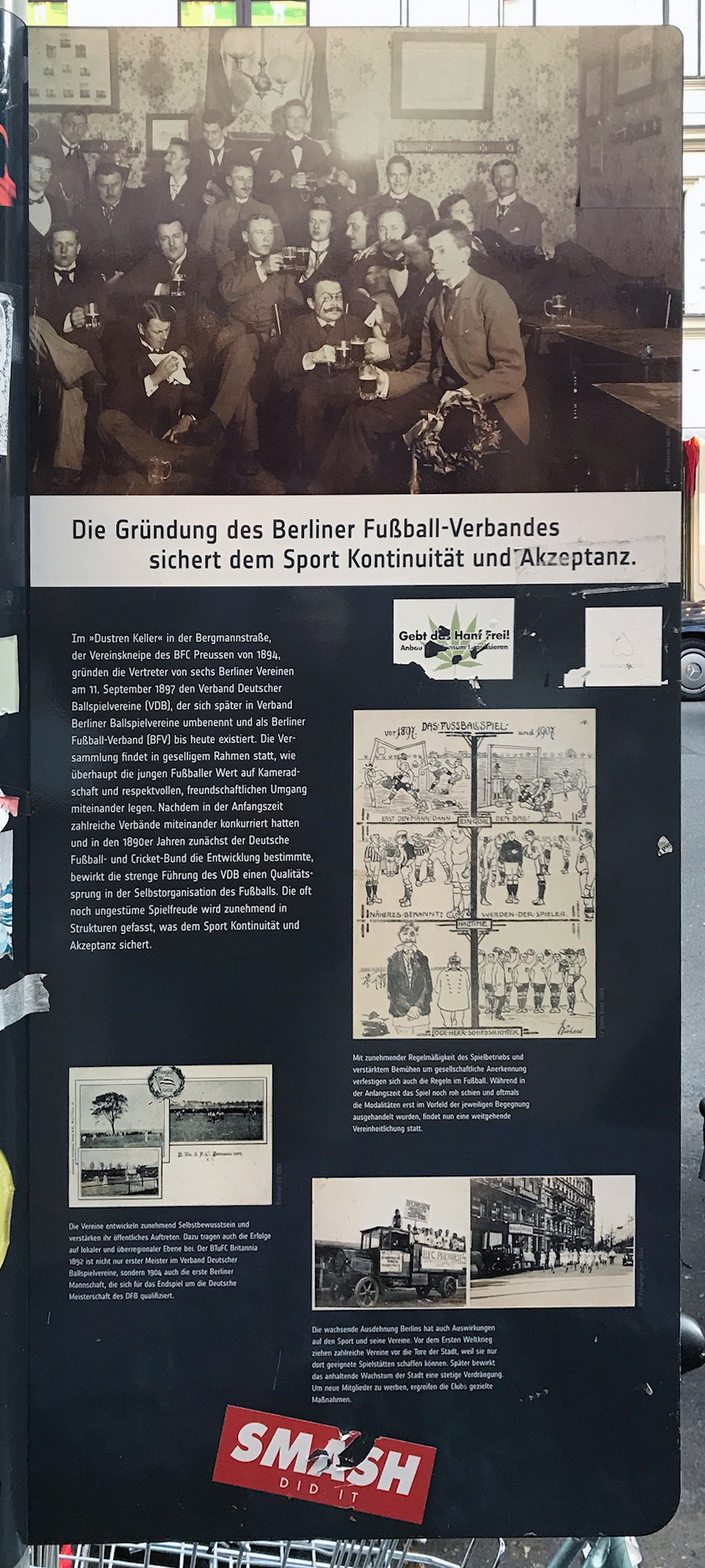
Gedenktafel, Bergmannstraße 107, in Berlin-Kreuzberg

### 1897: Gründung
Die Gründung des VDB erfolgte am 11. September 1897 als Alternative zu dem sich im Niedergang befindenden Deutschen Fußball- und Cricket Bund (DFuCB). Nach dem Bund Deutscher Fußballspieler integrierte damit erneut ein Berliner Verband das Wort Deutscher in seinem Namen als Vertretungsanspruch für das gesamte Deutsche Reich. Doch die Zeit dafür war nach Verbandsgründungen in Hamburg/Altona, Süddeutschland und Leipzig längst vorbei.
Die sechs Gründungsvereine des VDB waren BFC Preussen 1894, BFC Fortuna 1894, FV Brandenburg 1892, SC Argo, SC Hohenzollern Lichterfelde und Friedenauer SC 1896. Wenige Wochen später gehörten bereits drei weitere Berliner Vereine dem VDB an. Sechs Clubs traten schließlich in der im November 1897 beginnenden ersten Meisterschaftsrunde an, die in einer Spielklasse ausgetragen wurde. Nach dem Ende der Meisterschaft standen drei Clubs punktgleich an der Spitze der Tabelle, wodurch eine Entscheidungsrunde ausgetragen werden musste. Meister wurde der BTuFC Britannia 1892, der seine beiden Spiele gewinnen konnte.

### 1897–1902: Mitgliederzuwachs und Umbenennung
In der darauffolgenden Saison 1898/99 konnte der Verband bereits eine Meisterschaft in drei Spielklassen organisieren. Weiterhin trat auch Berlins führender Club, der BTuFC Viktoria 89, dem VDB bei. Für die folgende Spielzeit 1899/00 schlossen sich auch der BFC Germania 1888 und der BTuFC Union 1892 dem Verband an. Trotz dieser klangvollen Namen wurde dennoch der BFC Preussen 1894 überlegen Meister und gewann alle 16 Punktspiele. Preussens Erfolg basierte auf dem Kurzpassspiel, der modernen von den Engländern übernommenen und ursprünglich in den 1870er und 1880er Jahren von Schotten entwickelten technischen Spielweise.
In der Saison 1900/01 wurde bereits in fünf Klassen gespielt, erstmals auch mit dritten Mannschaften von Klubs aus der 1. Klasse. Ein Jahr später wurde die 1. Klasse in zwei Staffeln aufgeteilt, die Gruppe A gewann Britannia 1892, in der Staffel B Viktoria 89. Der Meister des VDB musste in zwei Finalspielen ermittelt werden, von denen jedes Team eins gewinnen konnte. Das fällige Entscheidungsspiel konnte der BTuFC Viktoria 89 dann deutlich gewinnen. 
Am 10. Mai 1902 benannte sich der Verband Deutscher Ballspielvereine in Verband Berliner Ballspielvereine (VBB) um. Die Entwicklung in den folgenden Jahren verlief rasant. Kein anderer Berliner Fußballverband hatte so viele Mitgliedsvereine und auch die überregionale sportliche Ausbeute war beachtlich.

### 1902–1911: Erfolge in der Endrunde um die deutsche Meisterschaft
Ab der Saison 1902/03 veranstaltete der Deutsche Fußball-Bund (DFB) als Dachverband aller regionalen Fußballverbände eine Endrunde um die deutsche Meisterschaft. Teilnahmeberechtigt waren alle regionalen Meister und damit auch der Meisterschaftserste des VBB.
Als erster Vertreter des Berliner Verbands durfte Britannia 92 an der deutschen Meisterschaft 1902/03 teilnehmen. Nach dem ersten Spiel war allerdings schon Schluss: Britannia musste sich dem späteren Meister VfB Leipzig geschlagen geben. In der Saison 1903/04 erreichte Britannia sogar das Endspiel, dieses wurde allerdings aufgrund Satzungsverstoßes des DFB-Spielausschusses gegen seine eigenen Bestimmungen (das Viertelfinalspiel zwischen dem Karlsruher FV und Britannia fand auf Britannias Platz und damit, wie alle anderen Spiele auch, nicht auf neutralem Boden statt) abgesagt. Im Jahr 1905 war es schließlich soweit: Der BTuFC Union 1892 holte den ersten Titel in die Reichshauptstadt.
Da Union in der Folgesaison im VBBV seinen Titel nicht verteidigen konnte, als amtierender deutscher Meister aber für die Endrunde gesetzt war, durften (neben einer Berliner Mannschaft des Märkischen Fußball-Bundes) sogar zwei Berliner VBB-Mannschaften an der deutschen Meisterschaft 1906 teilnehmen: Neben Union 92 war dies der BFC Hertha 92. Beide Vereine scheitern aber im Halbfinale.
Im darauffolgenden Jahr begann der erneute Höhenflug einer anderen Berliner Fußballmannschaft, nämlich Viktoria 89 Berlin. Zwischen 1907 und 1919 konnte der Verein aus Tempelhof siebenmal die Berliner Meisterschaft erringen. Auch national wird Viktoria zur bestimmenden Kraft und erobert 1908 und 1911 die deutsche Meisterschaft. Weiterhin konnte noch zweimal das Finale erreicht werden (1907 und 1909).
1907 schloss sich der Verband Pommerscher Ballspiel-Vereine dem VBB als Ortsgruppe Stettin an und blieb Mitglied bis 1911. Die Meisterschaft von Pommern bzw. Stettin wurden zwar weiter in eigener Regie organisiert, der Sieger der Liga durfte aber gegen den Sieger der zweitklassigen 2. Klasse des VBBs um den Aufstieg in die 1. Klasse antreten. In allen drei Fällen konnten sich jedoch Berliner Vereine durchsetzen.

### 1906–1910: Verbandspokal
Ab dem Jahr 1906 trug der Verband neben den Meisterschaftsspielen auch eine Pokalrunde aus und vergab damit den ersten Berliner Pokal. Auch hier dominierte Viktoria 89 die Konkurrenz und gewann die ersten drei Endspiele hintereinander. Erst 1910 konnte der Weißenseer FC die Dominanz der Viktorianer brechen. In der Folgesaison wurde der Pokal jedoch nicht mehr ausgespielt und erst 1920 vom Nachfolgeverband des VBB neu vergeben.

### 1908–1911: Kronprinzenpokal
Ab der Saison 1908/09 bis zum Ende des deutschen Kaiserreichs spielten die Auswahlmannschaften der Regionalverbände um den vom Kronprinzen Wilhelm von Preußen gestifteten Kronprinzenpokal. Der VBB als Vertreter Berlins erreichte sowohl 1909, als auch 1910 jeweils das Finale, scheiterte aber trotz Platzvorteil in beiden Endspielen. Das Finale 1909 ging gegen Mitteldeutschland mit 1:3 verloren, ein Jahr später scheiterte der VBB nach zweimaliger Verlängerung und Golden Goal nur knapp mit 5:6 an Süddeutschland.

### 1911: Auflösung
Am 29. April 1911 fusionierten der VBB zusammen mit den beiden anderen Berliner Fußballverbänden Märkischer Fußball-Bund und Verband Berliner Athletik-Vereine und gingen im Verband Brandenburgischer Ballspielvereine (ebenfalls VBB) auf. Der Verband Berliner Ballspielvereine wurde bei der Klasseneinteilung für die Saison 1910/11 gegenüber den anderen Verbänden etwas bevorteilt, was zu leichten Anfangsunruhen führte. Denn vor allem der Märkische Fußball-Bund verfügte zu dieser Zeit auch über eine gewisse Spielstärke, der nicht unbedingt Rechnung getragen wurde. Eine Anzahl von Clubs aus den kleineren Verbänden schloss sich dem neuen VBB daraufhin auch nicht an.

### Verbandsmeister 1897 bis 1911
|  | Verein               | Titel | Jahr                         |
|  | -------------------- | ----- | ---------------------------- |
|  | BTuFC Viktoria 89    | 5     | 1902, 1907, 1908, 1909, 1911 |
|  | BFC Preussen         | 4     | 1899, 1900, 1901, 1910       |
|  | BTuFC Britannia 1892 | 3     | 1898, 1903, 1904             |
|  | BTuFC Union 1892     | 1     | 1905                         |
|  | BFC Hertha 92        | 1     | 1906                         |

### Bekannte Verbandsmitglieder 1897 bis 1911
| Vereinsname damals       | Vereinsname heute                       | Erfolge u. a. |
| ------------------------ | --------------------------------------- | --- |
| BTuFC Britannia 1892     | Berliner SV 92                          | Deutscher Meisterschaftsfinalist 1904 |
| BTuFC Viktoria 89        | BFC Viktoria 1889                       | Deutscher Meister 1908 und 1911 |
| BTuFC Union 1892         | Blau-Weiß 90 Berlin                     | Deutscher Meister 1905 (als Union 92) und Bundesligist (als Blau-Weiß 90 Berlin)                                                                         |
| BFC Hertha 1892          | Hertha BSC                              | Deutscher Meister 1930 und 1931 sowie Bundesligist |
| BFC Germania 1888        | geblieben                               | ältester deutscher Fußballverein |
| SC Union Oberschöneweide | 1. FC Union Berlin (SC Union 06 Berlin) | Deutscher Vizemeister 1923 (als Union Oberschöneweide), DDR-Pokalsieger 1968, DFB-Pokalfinalist und Champions-League-Teilnehmer (als 1. FC Union Berlin) |

## Geschichte nach 1911

### 1911–1933: Der neue VBB
Der neue VBB bestand bis zur Machtergreifung der Nationalsozialisten im Jahr 1933. Danach wurden der DFB und alle regionalen Fußballverbände aufgelöst und durch das Fachamt Fußball sowie Fußballgaue ersetzt. Anstelle des VBB trat der Gau Berlin-Brandenburg mit der Gauliga Berlin-Brandenburg als höchster Spielklasse.

### 1949: Neugründung
Nach dem Ende des Zweiten Weltkriegs wurden die Gauligen aufgelöst und der Fußballsport zunächst unter der Führung des Alliierten Kontrollrats organisiert. Am 2. Dezember 1949 erfolgte die Neugründung des VBB nun wieder als Verband Berliner Ballspielvereine, da das brandenburgische Umland nach der deutschen Teilung zur DDR gehörte. Schon ein Jahr später endete aufgrund der geplanten Einführung des Vertragsspielerstatus für die Berliner Stadtliga der gemeinsame Spielbetrieb mit Mannschaften aus allen vier Sektoren der Stadt. Die Ost-Berliner Mannschaften wechselten in den DDR-Spielbetrieb und der neue VBB war fortan für West-Berlin zuständig. Bis zur Umbenennung in Berliner Fußball-Verband am 26. Oktober 1985, bestand er als einer von fünf Regional- und gleichzeitig einer von 16 Landesverbänden des DFB.